# 유키카
테라모토 유키카(寺本 來可, 1993년 2월 16일 ~ )는 일본의 가수, 배우, 패션모델, 성우이다. 시즈오카현에서 태어났다. 현재 대한민국에서 우분트엔터테인먼트 소속의 가수로 활동 중이다. 과거 에스티메이트 소속 가수였다. 아이돌마스터.KR - 꿈을 드림의 리얼걸프로젝트의 멤버였다. A형이며, 꼬마마법사 레미의 열광적인 팬이고, 먼 친척으로 전 프로야구 선수인 테라모토 시로가 있다.

## 경력
2006년, 잡지 《니콜라》의 제10회 모델 오디션에서 그랑프리를 획득했다. 같은 해 10월호부터 니코모의 전속 모델이나 배우로 활동하고 있었지만, 2009년 5월호를 마지막으로 졸업했다. 그 후에는 성우 사무소인 아임 엔터프라이즈에 재적하며, 성우로 애니메이션이나 게임에 다수 출연한다.
2012년 1월 5일의 블로그에서 잠깐 학업에 전념하는 뜻을 밝혔고 길게 일을 쉬고 있었지만, 2015년 8월에 예능계로 복귀했다.
복귀 후에는 배우을 활동하는 중심에 놓여있으며, 2016년에 발표된 한국에서 제작 예정인 《아이돌마스터 시리즈》의 드라마판 《아이돌마스터.KR - 꿈을 드림》의 오디션에서 유일한 일본인으로 캐스팅에 발탁됐으며, 출연이 결정됐다. 2016년 8월 25일에 최종 합격자로 발표됐으며, 같은 날 리얼걸프로젝트라는 그룹의 일원으로 첫 싱글이 각종 음원사이트에서 공개됐다.
2017년 10월에는 JTBC의 아이돌 오디션 프로그램 믹스나인에 참가, 여자부 34위로 마감했다.
믹스나인을 마감한 후 에스티메이트로 이적했으며, 2019년 2월 22일에는 《NEON》으로 대한민국에서 솔로 데뷔했다.
2020년 3월 19일부터 유튜브 채널 Loud G의 신규 시리즈인 《친구가 필요해》에 출연했다. 이후 Loud G의 또다른 프로그램인 왜냐맨에 고정으로 출연했다.
2020년 7월, 첫 번째 정규 앨범인 《서울여자》를 발표했다.
2021년 9월, 디지털 싱글 《여자이고 싶은 걸》을 발표하였다.

### 성우직 후임 · 대역
유키카의 성우직 장기 휴업에 따라 유키카가 맡았던 역할을 이어받은 인물은 아래와 같다.
- 사이토 치와 - 《학생회 임원들》 : 나카자토 치리 역 (TV 제2기)
- 카야노 아이 - 《힘내세요! 사라지지 말아요!! 시키소 스코 씨》(드라마 CD) : 에오 카쿠코 역 (단행본 7권 한정판)

## 음반 목록

### 싱글
- "네온 (NEON)" (2019)
- "좋아하고 있어요 ~ Cherries Jubiles" (2019)
- "여자이고 싶은 걸" (2021)

### 정규
- "서울여자" (2020)

### 미니
- "timeabout," (2021)

## 출연

### 잡지
- 니콜라[1] (신초샤, 2006년 10월호 ~ 2009년 3월 졸업)
- BOMB 9월호 (각켄, 2007년 8월 9일)
- cecile 카탈로그 큐팝

### 드라마
- 초코미미 (2007년 10월 1일 ~ 2008년 3월 31일, TV 도쿄 계열) - 초코(본명: 사쿠라이 치요코) 역[1](주연)
- 아이돌마스터.KR - 꿈을 드림 (2017년 4월 28일 ~ , SBS funE, SBS 플러스, SBS MTV 교차 편성)

### 영화
- 핸섬☆슈트

### TV 광고
- 오츠카 제약 포카리 스웨트 제공 방송 프로그램 동아리 활동의 천사[1] (규슈 지방 담당)
- 31 아이스크림[1] (2008년)
- 닌텐도Wii용 게임 소프트웨어 반다이 남코 게임즈 《해피 댄스 컬렉션》[1]
- 이로하스 워터 트리편 (2016년)

### 무대
- 분장실: 흘러가는 것은 머지않아 그립다 (楽屋～流れ去るものはやがてなつかしき～) (2015년 8월 27일 ~ 31일)
- 열두 명의 성난 사람들 (十二人の怒れる人々)
- 푸른 계절 (蒼い季節)

### TV 애니메이션
2009년
- 케이온![1] (학생)

2010년
- 내 여동생이 이렇게 귀여울 리가 없어[1] (메이드)
- 키스×시스 (케이타(아이 시절)[1], 플러그, 통행인, CM 탤런트)
- 키디 거랜드[1] (시녀 로보)
- 학생회 임원들[1] (아마노 미사키, 나카자토 치리)
- 섬광의 나이트레이드
- 츄브라!! (코지마[1])
- 좀 더 To LOVE루 -트러블-[1] (오쿠 짱)
- 도그 데이즈 (루즈[1])
- TRIP TREK (풀티[1])

### OVA
2011년
- 돌아온 학생회 임원들 (아마노 미사키)
- 노라게키! (어린이들)
- Baby Princess 3D파라다이스0(러브) (니지코[9])

2012년
- 학생회 임원들 OVA (나카자토 치리[10])

### 극장 애니메이션
2010년
- 초극장판 케로로 군조 탄생! 궁극 케로로 기적의 시공섬입니다!![1] (마을의 아이)

### 게임
2010년
- 검과 마법과 학원물 2G (스포리아)
- 전격의 피로토: 천공의 인연 (피오나[1])
- L@ve once (츠츠미 미치루[1])

2011년
- 갸루☆건 (노노미야 카나메[1])
- L@ve once Mermaid's tears (츠츠미 미치루)
- 그로랜서IV 오버리로디드 (토리시아)

2012년
- 갸루☆건 (노노미야 카나메[1]) ※PS3판
- 러브@원자쿠 (츠츠미 미치루)

### 내레이션
- 하타 모토히로 〈Halation〉2009년 8월 12일 발매 CM 내레이션[1]
- AG학원 애니☆분 내비게이터 캐릭터 (나츠메 히마)

### 드라마 CD
- 힘내세요! 사라지지 말아요!! 시키소 스코 씨 (에오 카쿠코)
- 구라트 나이트 Quatre Saisons 1월의 눈보라
- 어떤 과학의 초전자포 아카이브스 3 (후타바)
- 도그 데이즈 드라마 BOX vol.1 (루즈)
- 연애레보 (여학생 1)

### 라디오
- 전격의 피로토: 라디오의 인연[1] (온센: 2009년 12월 ~ 2010년 2월)
- A&G NEXT GENERATION Lady Go!![1] (초!A&G+: 2010년 10월 5일 ~ 2011년 9월 30일)

### PV
- 하타 모토히로 그대, 둘러싸다, 나를
- 무라마사☆ 꿈 풍경

### 인터넷 방송
- 갸루☆건TV (갸루☆건 공식 사이트 내[11]: 2010년 11월 16일 ~ 2011년 1월 18일)